# Barbara Masin
Barbara Masin (* 1967) je americká autorka literatury faktu a dcera Josefa Mašína mladšího. O odbojové skupině bratří Mašínů napsala knihu, která se jmenuje Odkaz. Vyšla také v českém překladu.

## Galerie

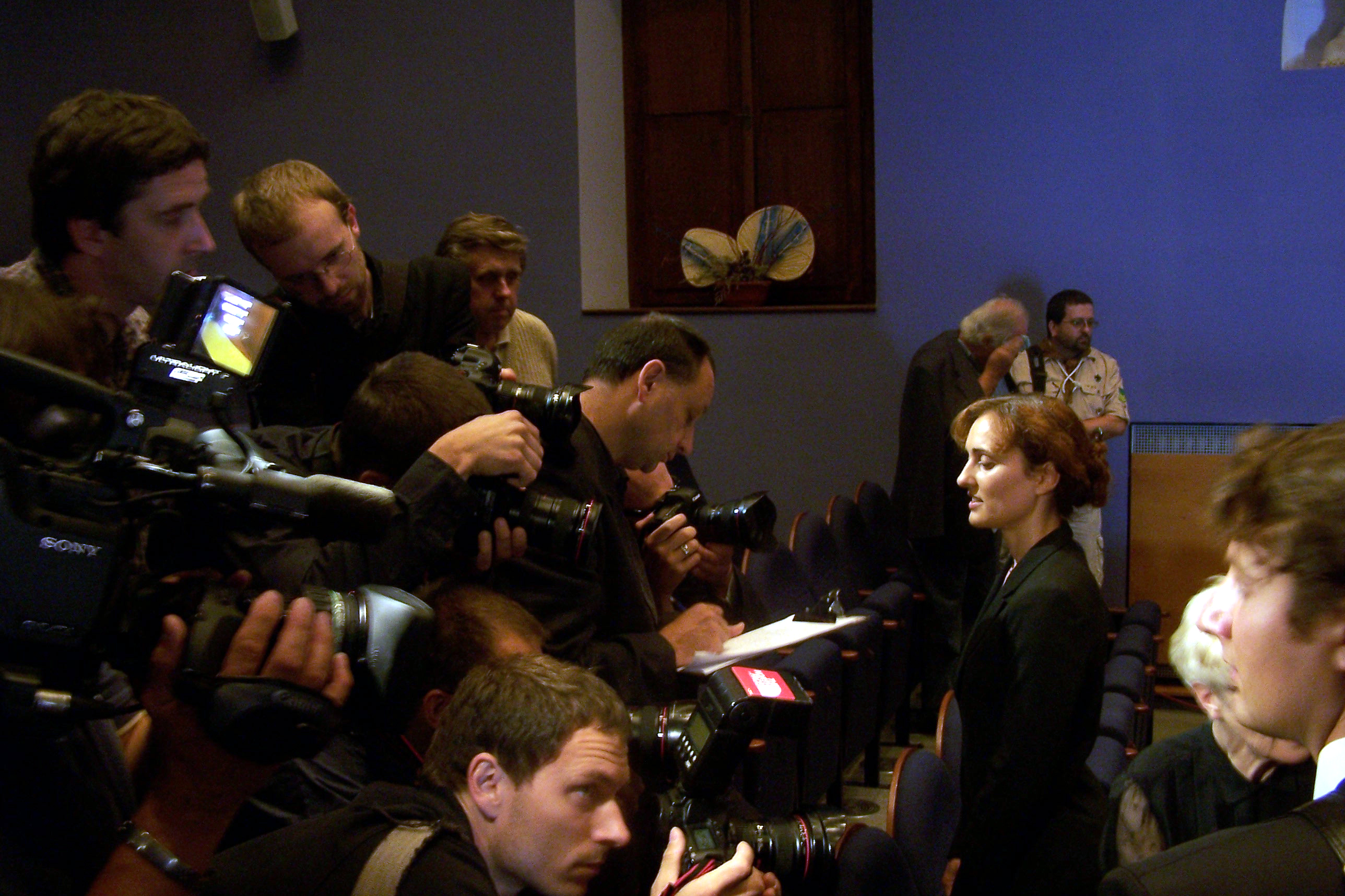
Barbara Masin dává rozhovor novinářům (2010)
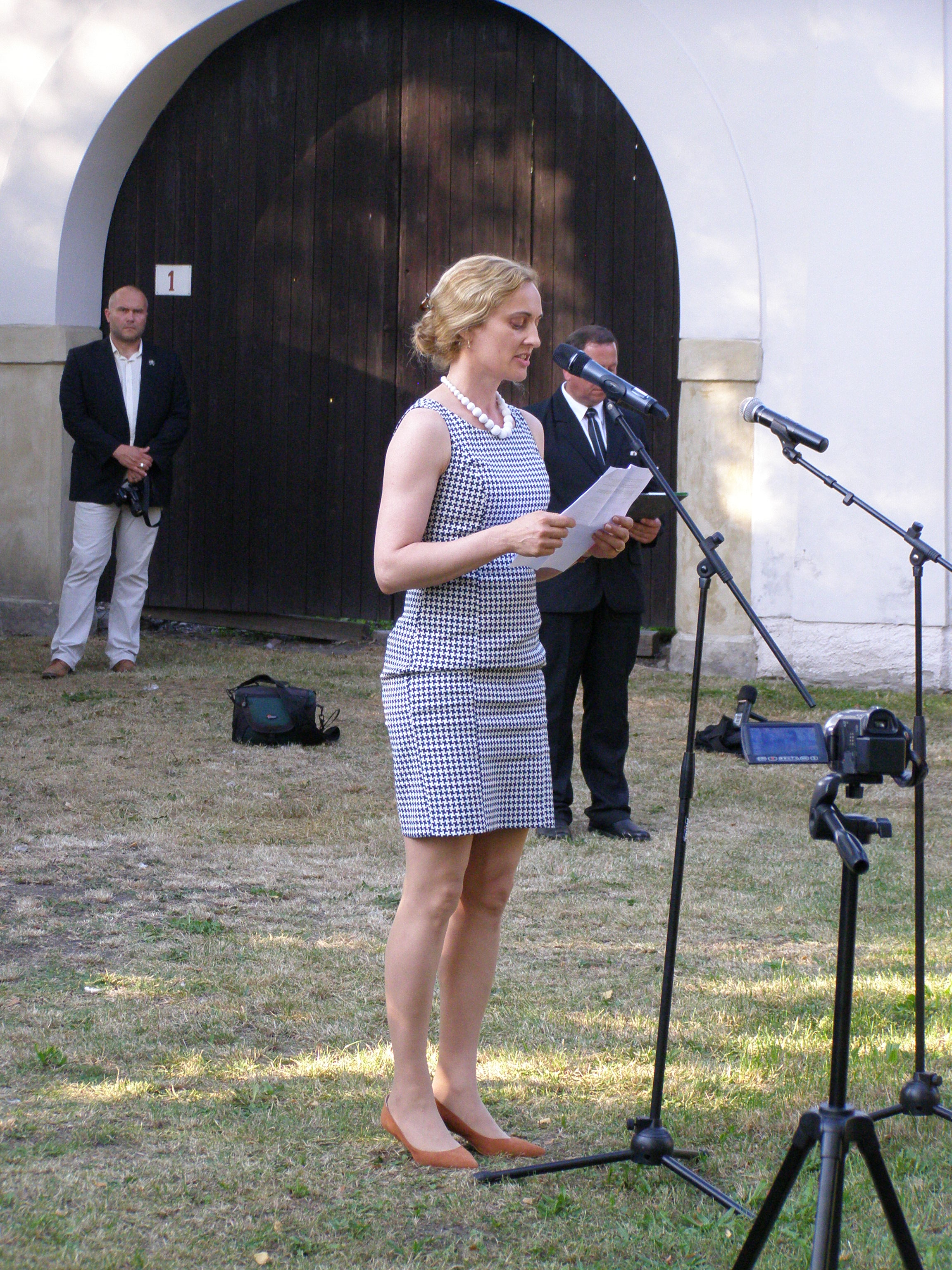
Sestra Sandra Mašínová v Lošanech (2016)